# King Nothing
«King Nothing» — песня метал-группы Metallica, четвёртый и последний сингл с их альбома Load.

## О песне
Эта песня о тех, кто одержим борьбой за обладание всем на свете.
Клип для этой песни был снят в Солт-Лейк-Сити, Юта в декабре 1996 года. Режиссёром видео был Мэтт Махурин, который также, сделал клип к песне «The Unforgiven», кроме того, делал видео для таких исполнителей, как Motley Crue и Queensrÿche. По сюжету клипа, одинокий самопровозглашенный король идет через заснеженные лес и долину, меняя картонные короны, в то время как музыканты Metallica играют в ночном лесу на фоне снега и костров.
«King Nothing» была впервые исполнена вживую 23 сентября 1995 года в Канаде на шоу Arctic Circle вместе с «Ain’t my Bitch» и «Until it Sleeps». «King Nothing» также была исполнена на шоу вручения премий American Music Awards 27 января 1997 года.

## Демо
Демоверсия «King Nothing» называлась «Load» и была записана в домашней студии Ларса вместе с Джеймсом 30 ноября 1994 года.

## Список композиций
| №  | Название                | Длительность |
| -- | ----------------------- | ------------ |
| 1. | «King Nothing»          | 5:28         |
| 2. | «Ain't My Bitch (Live)» | 6:00         |

| №  | Название                        | Длительность |
| -- | ------------------------------- | ------------ |
| 1. | «King Nothing (Edited Version)» | 4:59         |
| 2. | «King Nothing (Full Version)»   | 5:28         |

## Позиции в чартах
| Страна | Наивысшая позиция |
| ------ | ----------------- |
| США    | 90                |